# Анхово
Анхово (словен. Anhovo, итал. Anicova) је насељено место у општини Канал об Сочи, Горишка регија, Словенија.

## Историја
До територијалне реорганизације у Словенији било је у саставу старе општине Нова Горица.

## Становништво
У попису становништва из 2011. године, Анхово је имало 81 становника.
| Број становника према пописима | Број становника према пописима | Број становника према пописима |
| ------------------------------ | ------------------------------ | ------------------------------ |
| 1991                           | 2002                           | 2011                           |
| 642                            | 610                            | 81                             |

Напомена: Године 2006. умањено за делове насеља који су проглашени за самостална насеља Гољевица и Каменца над Ложицами. Године 2007. умањено за делове насеља који су проглашени за самостална насеља Ложица, Мочила и Робидни Брег. У 2008. години смањен за део насеља који је проглашен за полустално насељено место Горење Поље.